# 22 de julio (película)
22 July (en español, 22 de julio) es una película dramática noruega de 2018 sobre los Atentados de Noruega de 2011, basada en el libro One of Us: The Story of a Massacre in Norway — and Its Aftermath, de Åsne Seierstad. Escrita, dirigida y producida por Paul Greengrass, la cinta está protagonizada por Jonas Strand Gravli, Anders Danielsen Lie y Jon Øigarden. Se estrenó el 5 de septiembre de 2018 en la sección de competición principal del 75° Festival internacional de cine de Venecia. Posteriormente, fue estrenada en línea y en cines selectos el 10 de octubre de 2018, a través de Netflix.

## Argumento
La historia comienza con Anders Behring Breivik poniéndole punto final a su manifiesto en la computadora del apartamento de su madre; simultáneamente el primer ministro de Noruega, Jens Stoltenberg, ultima los detalles del campamento de verano juvenil del Workers' Youth League (AUF); mientras, los adolescentes han llegado a la isla de Utøya, en Tyrifjorden (en la provincia de Buskerud), donde se realizará el campamento organizado por la AUF.
Breivik, usando un uniforme policial, carga un vehículo con explosivos hechos en casa para detonarlo en Oslo, específicamente en Regjeringskvartalet, frente a la oficina del primer ministro Stoltenberg, provocando el caos y asesinando a ocho personas.
A cotinuación, Breivik se dirige hacia la isla, escuchando en la radio las noticias sobre la explosión. Al llegar al muelle se identifica como policía y pide que le lleven en el ferry, diciendo que ha sido enviado para asegurar la isla. Sin embargo, al llegar allí el jefe de seguridad lo cuestiona y le pide su identificación, y Breivik entonces le dispara a él y a la mujer que lo llevó hasta  la isla. Los jóvenes reunidos escuchan los tiros e intentan escapar de Breivik, quien ahora los persigue disparándoles.
Grupos de jóvenes huyen dispersándose en la isla, pero están virtualmente atrapados pues la única forma de salir es en bote. Breivik grita que morirán por ser liberales y elitistas socialistas. Viljar, un joven que está en el campamento con su hermano menor, consigue llamar a su madre y decirle lo que está sucediendo. 
Breivik encuentra al grupo de Viljar y reinicia el tiroteo, hiriendo al joven en cinco ocasiones; dándolo por muerto, sigue al resto de chicos que han escapado. Un equipo táctico policial enviado a la isla finalmente captura al terrorista, quien se rinde sin mayor resistencia y es conducido a prisión para iniciar su interrogatorio. Viljar, mientras tanto, es ingresado en el hospital, donde le realizan una cirugía para extraerle los fragmentos de bala incrustados en su cerebro.
La historia sigue luego el proceso del juicio mostrando tanto la perspectiva de las víctimas como la de Breivik, hasta su sentencia a reclusión solitaria por tiempo indefinido.

## Reparto
| Actor                  | Personaje                        |
| ---------------------- | -------------------------------- |
| Jonas Strand Gravli    | Viljar Hanssen                   |
| Anders Danielsen Lie   | Anders Behring Breivik (asesino) |
| Jon Øigarden           | Geir Lippestad                   |
| Thorbjørn Harr         | Sveinn Are Hanssen               |
| Ola G. Furuseth        | Primer ministro Jens Stoltenberg |
| Ulrikke Hansen Døvigen | Inga Bejer Engh                  |
| Isak Bakli Aglen       | Torje Hanssen                    |
| Maria Bock             | Christin Kristoffersen           |
| Tone Danielsen         | Jueza Wenche Arntzen             |
| Sonja Sofie Sinding    | Lycke Lippestad                  |
| Turid Gunnes           | Mette Larsen                     |
| Kenan Ibrahamefendic   | Dr. Kolberg                      |
| Monica Borg Fure       | Monica Bøsei                     |
| Ingrid Enger Damon     | Alexandra Bech Gjørv             |
| Seda Witt              | Lara Rashid                      |
| Anja Maria Svenkerud   | Siv Hallgren                     |
| Hasse Lindmo           | Svein Holden                     |

## Estreno
El filme fue estrenado el 10 de octubre de 2018 en Netflix y cines seleccionados. Originalmente se esperaba su estreno para el 2 de noviembre de 2018, con el título Norway.

## Recepción
22 de julio ha recibido reseñas generalmente positivas de parte de la crítica y de la audiencia. En el portal de internet Rotten Tomatoes, la película posee una aprobación de 80%, basada en 131 reseñas, con una calificación de 6.9/10, mientras que de parte de la audiencia tiene una aprobación de 69%, basada en 529 votos, con una calificación de 3.6/5.
El sitio web Metacritic le ha dado a la película una puntuación de 69 de 100, basada en 27 reseñas, indicando "reseñas generalmente favorables". En el sitio IMDb, los usuarios le han dado una calificación de 6.8/10, sobre la base de 34 506 votos. En el sitio web FilmAffinity tiene una calificación de 6.0/10, basada en 3796 votos.